# لى شيان نيان
لى شيان نيان (بالصينية: 李先念) (مواليد 23 يونيو 1909 - الوفاة 21 يونيو 1992) قائد عسكري وسياسي صيني، كان رئيس جمهورية الصين الشعبية من 1983 إلى 1988.

## روابط خارجية
- لى شيان نيان على موقع الموسوعة البريطانية (الإنجليزية)
- لى شيان نيان على موقع مونزينجر (الألمانية)